# Мюллер, Элизабет (легкоатлетка)
Элизабет Клара Мюллер (в замужестве — Гонсалвес; порт. Elizabeth Clara Müller (Gonçalves); 8 июня 1926, Помероди, Санта-Катарина — 12 июля 2010, Абеларду-Лус, Санта-Катарина) — бразильская легкоатлетка, выступавшая в беге на короткие дистанции, прыжках в высоту и длину и толкании ядра. Участница летних Олимпийских игр 1948 года, бронзовый призёр Панамериканских игр 1951 года, шестикратная чемпионка Южной Америки 1945, 1949, 1952 и 1954 годов, четырёхкратный серебряный призёр чемпионата Южной Америки 1941, 1945, 1949 и 1954 годов, трёхкратный бронзовый призёр чемпионата Южной Америки 1945 и 1956 годов.

## Биография
Элизабет Мюллер родилась 6 марта 1926 года в бразильском городе Помероди.
Шесть раз становилась чемпионкой Южной Америки: в 1945 году в Монтевидео в беге на 200 метров и толкании ядра, в 1949 году в Лиме — в прыжках в высоту и эстафете 4х100 метров, в 1952 году в Буэнос-Айресе — в прыжках в высоту, в 1954 году в Сан-Паулу — в толкании ядра. Кроме того, завоевала четыре серебряных медали: в 1941 году в Буэнос-Айресе в беге на 200 метров, в 1945 году — в прыжках в длину, в 1949 году — в толкании ядра, в 1954 году — в прыжках в высоту. Также на её счету три бронзовых награды: в 1945 году в эстафете 4х100 метров и прыжках в высоту, в 1956 году в Сантьяго — в толкании ядра.
Кроме того, выигрывала медали неофициальных чемпионатов Южной Америки. В 1946 году в Сантьяго завоевала четыре серебра в беге на 200 метров, прыжках в высоту, длину и толкании ядра, а также бронзу в беге на 100 метров. В 1953 году в Сантьяго стала серебряным призёром в прыжках в высоту, бронзовым — в толкании ядра.
В 1946 году установила рекорд Южной Америки в беге на 200 метров — 25,8 секунды.
В 1948 году вошла в состав сборной Бразилии на летних Олимпийских играх в Лондоне. В беге на 100 метров заняла в четвертьфинале последнее, 4-е место с результатом 13,2 секунды, уступив 0,3 секунды попавшей в полуфинал со 2-го месте Кэтлин Расселл с Ямайки. В прыжках в высоту поделила 17-18-е места с Ольгой Дьярмати из Венгрии, показав результат 1,40 метра и уступив 28 сантиметров завоевавшей золото Элис Коучмэн из США. В толкании ядра не вышла в финал, показав в квалификации результат 11,87 метра — на 43 сантиметра меньше норматива, дававшего право выступить в финале. Также была заявлена в эстафете 4х100 метров, но не вышла на старт.
В 1951 году завоевала бронзовую медаль Панамериканских игр в Буэнос-Айресе в прыжках в высоту. В 1955 году в той же дисциплине на Панамериканских играх в Мехико заняла 7-е место.
Умерла 12 июля 2010 года в бразильском городе Абеларду-Лус.

## Личные рекорды
- Бег на 100 метров — 12,3 (1953)[3]
- Бег на 200 метров — 25,8 (1946)[3]
- Прыжки в высоту — 1,60 (1951)[3]
- Толкание ядра — 12,21 (1949)[3]